# Lista di asteroidi (449001-450000)
Di seguito una lista di asteroidi dal numero 449001 al 450000 con data di scoperta e scopritore.

## 449001-449100
| Nome     | Designazione provvisoria | Data di scoperta  | Scopritore        |
| -------- | ------------------------ | ----------------- | ----------------- |
| 449001 - | 2012 BO54                | 17 gennaio 2007   | Spacewatch        |
| 449002 - | 2012 BT54                | 11 marzo 2007     | Mt. Lemmon Survey |
| 449003 - | 2012 BX54                | 12 novembre 2010  | Mt. Lemmon Survey |
| 449004 - | 2012 BY59                | 8 febbraio 2007   | Spacewatch        |
| 449005 - | 2012 BX75                | 27 dicembre 2011  | Mt. Lemmon Survey |
| 449006 - | 2012 BE78                | 11 ottobre 2005   | Spacewatch        |
| 449007 - | 2012 BX80                | 22 dicembre 2005  | Spacewatch        |
| 449008 - | 2012 BG81                | 25 agosto 1998    | ODAS              |
| 449009 - | 2012 BW89                | 3 settembre 2010  | Mt. Lemmon Survey |
| 449010 - | 2012 BD95                | 7 ottobre 2004    | Spacewatch        |
| 449011 - | 2012 BU95                | 27 settembre 2006 | Spacewatch        |
| 449012 - | 2012 BV104               | 25 settembre 2009 | Mt. Lemmon Survey |
| 449013 - | 2012 BG107               | 26 gennaio 2012   | Mt. Lemmon Survey |
| 449014 - | 2012 BJ109               | 29 aprile 2003    | Spacewatch        |
| 449015 - | 2012 BR110               | 27 dicembre 2011  | Mt. Lemmon Survey |
| 449016 - | 2012 BF112               | 17 novembre 1999  | Spacewatch        |
| 449017 - | 2012 BR112               | 17 novembre 2006  | CSS               |
| 449018 - | 2012 BN127               | 24 dicembre 2011  | Mt. Lemmon Survey |
| 449019 - | 2012 BB133               | 5 gennaio 2012    | Spacewatch        |
| 449020 - | 2012 BC134               | 17 settembre 2010 | Mt. Lemmon Survey |
| 449021 - | 2012 BJ136               | 25 febbraio 2007  | Spacewatch        |
| 449022 - | 2012 BA138               | 21 giugno 2009    | Spacewatch        |
| 449023 - | 2012 BT138               | 17 luglio 2010    | WISE              |
| 449024 - | 2012 BX139               | 18 gennaio 2012   | Spacewatch        |
| 449025 - | 2012 BD140               | 30 novembre 2005  | Spacewatch        |
| 449026 - | 2012 BR144               | 18 gennaio 2012   | Spacewatch        |
| 449027 - | 2012 BQ148               | 24 ottobre 2005   | Spacewatch        |
| 449028 - | 2012 BS151               | 9 febbraio 2008   | CSS               |
| 449029 - | 2012 CX2                 | 1º febbraio 2012  | Spacewatch        |
| 449030 - | 2012 CF7                 | 14 gennaio 2012   | Spacewatch        |
| 449031 - | 2012 CB10                | 21 gennaio 2012   | Spacewatch        |
| 449032 - | 2012 CF16                | 1º febbraio 2012  | Spacewatch        |
| 449033 - | 2012 CU18                | 1º dicembre 2005  | Spacewatch        |
| 449034 - | 2012 CO28                | 23 dicembre 2005  | LINEAR            |
| 449035 - | 2012 CT36                | 28 gennaio 2007   | Mt. Lemmon Survey |
| 449036 - | 2012 CX37                | 27 marzo 2008     | Spacewatch        |
| 449037 - | 2012 CX42                | 25 gennaio 2012   | Spacewatch        |
| 449038 - | 2012 CB46                | 27 dicembre 2005  | Spacewatch        |
| 449039 - | 2012 CF47                | 29 gennaio 2012   | Spacewatch        |
| 449040 - | 2012 CL50                | 19 gennaio 2012   | Spacewatch        |
| 449041 - | 2012 CA57                | 11 dicembre 2002  | LINEAR            |
| 449042 - | 2012 DO5                 | 25 febbraio 2007  | Mt. Lemmon Survey |
| 449043 - | 2012 DE7                 | 21 gennaio 2012   | Spacewatch        |
| 449044 - | 2012 DL13                | 16 aprile 2007    | CSS               |
| 449045 - | 2012 DQ21                | 19 febbraio 2012  | Spacewatch        |
| 449046 - | 2012 DZ23                | 21 febbraio 2012  | Spacewatch        |
| 449047 - | 2012 DU27                | 13 ottobre 2010   | Mt. Lemmon Survey |
| 449048 - | 2012 DJ53                | 2 febbraio 2006   | Spacewatch        |
| 449049 - | 2012 DX56                | 25 febbraio 2012  | Mt. Lemmon Survey |
| 449050 - | 2012 DH58                | 30 gennaio 2006   | Spacewatch        |
| 449051 - | 2012 DP67                | 24 febbraio 2012  | Spacewatch        |
| 449052 - | 2012 DO69                | 7 maggio 2008     | Spacewatch        |
| 449053 - | 2012 DK78                | 7 ottobre 2004    | Spacewatch        |
| 449054 - | 2012 DL79                | 17 agosto 2009    | Spacewatch        |
| 449055 - | 2012 DR89                | 22 gennaio 2006   | CSS               |
| 449056 - | 2012 DB93                | 23 gennaio 2006   | Spacewatch        |
| 449057 - | 2012 DS94                | 31 ottobre 2010   | Mt. Lemmon Survey |
| 449058 - | 2012 EM2                 | 17 febbraio 2007  | Spacewatch        |
| 449059 - | 2012 EZ4                 | 23 settembre 2009 | Mt. Lemmon Survey |
| 449060 - | 2012 EE16                | 25 settembre 2009 | Spacewatch        |
| 449061 - | 2012 FN4                 | 5 dicembre 2005   | Spacewatch        |
| 449062 - | 2012 FO6                 | 25 novembre 2005  | CSS               |
| 449063 - | 2012 FN8                 | 18 agosto 2009    | Spacewatch        |
| 449064 - | 2012 FL16                | 12 ottobre 2004   | Spacewatch        |
| 449065 - | 2012 FH17                | 21 febbraio 2012  | Spacewatch        |
| 449066 - | 2012 FD24                | 9 ottobre 2004    | Spacewatch        |
| 449067 - | 2012 FN31                | 25 luglio 2010    | WISE              |
| 449068 - | 2012 FG37                | 10 dicembre 2010  | Mt. Lemmon Survey |
| 449069 - | 2012 FS43                | 31 luglio 2009    | Spacewatch        |
| 449070 - | 2012 FP46                | 21 gennaio 2006   | Mt. Lemmon Survey |
| 449071 - | 2012 FO51                | 27 gennaio 2007   | Mt. Lemmon Survey |
| 449072 - | 2012 FS56                | 16 marzo 2007     | Mt. Lemmon Survey |
| 449073 - | 2012 FL59                | 30 ottobre 2010   | Spacewatch        |
| 449074 - | 2012 FR62                | 29 marzo 2012     | Mt. Lemmon Survey |
| 449075 - | 2012 FX68                | 26 febbraio 2006  | Spacewatch        |
| 449076 - | 2012 GN9                 | 1º settembre 1998 | Spacewatch        |
| 449077 - | 2012 HV7                 | 10 novembre 2004  | Spacewatch        |
| 449078 - | 2012 HT40                | 27 marzo 2012     | Mt. Lemmon Survey |
| 449079 - | 2012 HG55                | 27 settembre 2009 | Spacewatch        |
| 449080 - | 2012 HF75                | 11 novembre 2004  | Spacewatch        |
| 449081 - | 2012 JS25                | 11 dicembre 2010  | Mt. Lemmon Survey |
| 449082 - | 2012 KX1                 | 25 marzo 2006     | Spacewatch        |
| 449083 - | 2012 PY17                | 26 gennaio 2006   | Mt. Lemmon Survey |
| 449084 - | 2012 QX14                | 21 settembre 1998 | LONEOS            |
| 449085 - | 2012 QV29                | 25 febbraio 2011  | Mt. Lemmon Survey |
| 449086 - | 2012 RY16                | 21 ottobre 2009   | Mt. Lemmon Survey |
| 449087 - | 2012 RU34                | 15 settembre 2012 | Spacewatch        |
| 449088 - | 2012 SN                  | 15 giugno 2009    | Spacewatch        |
| 449089 - | 2012 SC22                | 19 settembre 2012 | Mt. Lemmon Survey |
| 449090 - | 2012 TX102               | 9 ottobre 2012    | Mt. Lemmon Survey |
| 449091 - | 2012 TK143               | 23 settembre 2012 | Mt. Lemmon Survey |
| 449092 - | 2012 TT143               | 2 marzo 2011      | CSS               |
| 449093 - | 2012 TM193               | 31 ottobre 1999   | Spacewatch        |
| 449094 - | 2012 TY226               | 28 ottobre 2005   | Spacewatch        |
| 449095 - | 2012 TL247               | 15 dicembre 2006  | Spacewatch        |
| 449096 - | 2012 UB28                | 29 marzo 2011     | Spacewatch        |
| 449097 - | 2012 UT68                | 22 ottobre 2011   | Mt. Lemmon Survey |
| 449098 - | 2012 UN89                | 21 ottobre 1995   | Spacewatch        |
| 449099 - | 2012 UU91                | 16 ottobre 2012   | Mt. Lemmon Survey |
| 449100 - | 2012 UH147               | 30 marzo 2011     | Mt. Lemmon Survey |

## 449101-449200
| Nome     | Designazione provvisoria | Data di scoperta  | Scopritore           |
| -------- | ------------------------ | ----------------- | -------------------- |
| 449101 - | 2012 UO162               | 16 ottobre 1999   | Spacewatch           |
| 449102 - | 2012 UQ167               | 20 dicembre 2005  | LINEAR               |
| 449103 - | 2012 VJ10                | 4 novembre 2012   | Spacewatch           |
| 449104 - | 2012 VH35                | 17 ottobre 2012   | Mt. Lemmon Survey    |
| 449105 - | 2012 VQ35                | 20 ottobre 2012   | Spacewatch           |
| 449106 - | 2012 VR70                | 30 ottobre 2005   | Spacewatch           |
| 449107 - | 2012 VJ82                | 14 novembre 2012  | Tenagra II           |
| 449108 - | 2012 WS1                 | 10 gennaio 2007   | Spacewatch           |
| 449109 - | 2012 WR13                | 10 febbraio 2007  | Mt. Lemmon Survey    |
| 449110 - | 2012 WP32                | 28 gennaio 2003   | Spacewatch           |
| 449111 - | 2012 XJ45                | 26 settembre 2005 | Spacewatch           |
| 449112 - | 2012 XN53                | 6 dicembre 2012   | Mt. Lemmon Survey    |
| 449113 - | 2012 XQ60                | 17 gennaio 2007   | Spacewatch           |
| 449114 - | 2012 XO83                | 6 dicembre 2012   | Spacewatch           |
| 449115 - | 2012 XY93                | 6 aprile 2011     | Spacewatch           |
| 449116 - | 2012 XF96                | 8 dicembre 2005   | Mt. Lemmon Survey    |
| 449117 - | 2012 XE118               | 8 dicembre 2012   | Spacewatch           |
| 449118 - | 2012 XJ141               | 18 dicembre 2009  | Mt. Lemmon Survey    |
| 449119 - | 2012 YJ1                 | 4 dicembre 2007   | Spacewatch           |
| 449120 - | 2012 YP1                 | 18 dicembre 2012  | LINEAR               |
| 449121 - | 2013 AZ4                 | 14 febbraio 2005  | Spacewatch           |
| 449122 - | 2013 AG6                 | 20 marzo 2010     | Siding Spring Survey |
| 449123 - | 2013 AL8                 | 1º novembre 2008  | Mt. Lemmon Survey    |
| 449124 - | 2013 AE12                | 2 ottobre 2008    | Mt. Lemmon Survey    |
| 449125 - | 2013 AZ13                | 29 settembre 2008 | Mt. Lemmon Survey    |
| 449126 - | 2013 AA14                | 22 novembre 2005  | Spacewatch           |
| 449127 - | 2013 AS15                | 25 settembre 2005 | Spacewatch           |
| 449128 - | 2013 AK16                | 7 febbraio 2006   | Mt. Lemmon Survey    |
| 449129 - | 2013 AQ18                | 25 gennaio 2009   | Spacewatch           |
| 449130 - | 2013 AL24                | 1º ottobre 2008   | Mt. Lemmon Survey    |
| 449131 - | 2013 AV29                | 6 gennaio 2005    | CSS                  |
| 449132 - | 2013 AR31                | 10 dicembre 2005  | Spacewatch           |
| 449133 - | 2013 AG36                | 14 aprile 2010    | Mt. Lemmon Survey    |
| 449134 - | 2013 AD40                | 18 gennaio 2009   | Spacewatch           |
| 449135 - | 2013 AS47                | 2 aprile 2006     | Spacewatch           |
| 449136 - | 2013 AQ53                | 24 ottobre 2008   | Spacewatch           |
| 449137 - | 2013 AP54                | 5 gennaio 1994    | Spacewatch           |
| 449138 - | 2013 AV56                | 17 aprile 2010    | WISE                 |
| 449139 - | 2013 AX56                | 24 febbraio 2006  | Spacewatch           |
| 449140 - | 2013 AE57                | 9 aprile 2010     | Spacewatch           |
| 449141 - | 2013 AK58                | 18 marzo 2005     | CSS                  |
| 449142 - | 2013 AC62                | 2 dicembre 2005   | Spacewatch           |
| 449143 - | 2013 AH68                | 10 gennaio 2013   | Spacewatch           |
| 449144 - | 2013 AG71                | 28 gennaio 2006   | Spacewatch           |
| 449145 - | 2013 AZ77                | 10 novembre 2004  | Spacewatch           |
| 449146 - | 2013 AL80                | 20 aprile 2006    | Spacewatch           |
| 449147 - | 2013 AZ87                | 7 gennaio 2006    | Mt. Lemmon Survey    |
| 449148 - | 2013 AZ91                | 16 aprile 2007    | CSS                  |
| 449149 - | 2013 AX93                | 9 gennaio 2013    | Spacewatch           |
| 449150 - | 2013 AM94                | 24 dicembre 1998  | Spacewatch           |
| 449151 - | 2013 AD95                | 12 gennaio 2002   | Spacewatch           |
| 449152 - | 2013 AT95                | 13 settembre 2007 | Mt. Lemmon Survey    |
| 449153 - | 2013 AK98                | 25 settembre 2008 | Mt. Lemmon Survey    |
| 449154 - | 2013 AT116               | 4 gennaio 2013    | Spacewatch           |
| 449155 - | 2013 AP120               | 15 ottobre 2007   | Mt. Lemmon Survey    |
| 449156 - | 2013 AZ121               | 6 gennaio 2013    | Spacewatch           |
| 449157 - | 2013 AP122               | 7 ottobre 2008    | Mt. Lemmon Survey    |
| 449158 - | 2013 AH123               | 21 ottobre 2001   | Spacewatch           |
| 449159 - | 2013 AW123               | 26 dicembre 2005  | Mt. Lemmon Survey    |
| 449160 - | 2013 AH126               | 27 gennaio 2010   | WISE                 |
| 449161 - | 2013 AK130               | 8 febbraio 2002   | LINEAR               |
| 449162 - | 2013 AB131               | 23 gennaio 2006   | Spacewatch           |
| 449163 - | 2013 AB132               | 14 settembre 2009 | CSS                  |
| 449164 - | 2013 AE156               | 14 ottobre 2007   | Mt. Lemmon Survey    |
| 449165 - | 2013 AY156               | 20 ottobre 2008   | Mt. Lemmon Survey    |
| 449166 - | 2013 AS174               | 14 novembre 1998  | Spacewatch           |
| 449167 - | 2013 BD8                 | 23 settembre 2008 | Mt. Lemmon Survey    |
| 449168 - | 2013 BA23                | 28 maggio 2011    | Mt. Lemmon Survey    |
| 449169 - | 2013 BA26                | 18 gennaio 2013   | Mt. Lemmon Survey    |
| 449170 - | 2013 BV29                | 31 gennaio 2009   | Spacewatch           |
| 449171 - | 2013 BB35                | 6 novembre 2008   | Spacewatch           |
| 449172 - | 2013 BC41                | 4 febbraio 2000   | Spacewatch           |
| 449173 - | 2013 BK56                | 28 dicembre 2005  | Spacewatch           |
| 449174 - | 2013 BM61                | 26 marzo 2006     | Spacewatch           |
| 449175 - | 2013 BL63                | 19 marzo 2009     | Mt. Lemmon Survey    |
| 449176 - | 2013 BU63                | 22 ottobre 2008   | Spacewatch           |
| 449177 - | 2013 BM65                | 30 luglio 2008    | Mt. Lemmon Survey    |
| 449178 - | 2013 BG66                | 31 maggio 2010    | WISE                 |
| 449179 - | 2013 BA68                | 1º novembre 2007  | Mt. Lemmon Survey    |
| 449180 - | 2013 BH75                | 1º dicembre 2008  | Spacewatch           |
| 449181 - | 2013 BA80                | 4 gennaio 2013    | Spacewatch           |
| 449182 - | 2013 CV1                 | 20 ottobre 2008   | Spacewatch           |
| 449183 - | 2013 CW1                 | 2 febbraio 2006   | Spacewatch           |
| 449184 - | 2013 CY8                 | 25 aprile 2007    | Spacewatch           |
| 449185 - | 2013 CT11                | 19 gennaio 2013   | Spacewatch           |
| 449186 - | 2013 CN12                | 18 gennaio 2013   | Spacewatch           |
| 449187 - | 2013 CX12                | 4 marzo 2005      | Mt. Lemmon Survey    |
| 449188 - | 2013 CW14                | 21 febbraio 2006  | Mt. Lemmon Survey    |
| 449189 - | 2013 CV18                | 24 novembre 2008  | Mt. Lemmon Survey    |
| 449190 - | 2013 CM23                | 10 aprile 2010    | WISE                 |
| 449191 - | 2013 CO23                | 1º dicembre 2008  | Spacewatch           |
| 449192 - | 2013 CQ23                | 24 marzo 2006     | Mt. Lemmon Survey    |
| 449193 - | 2013 CN24                | 1º marzo 2008     | Spacewatch           |
| 449194 - | 2013 CM27                | 1º dicembre 2005  | Mt. Lemmon Survey    |
| 449195 - | 2013 CY28                | 15 gennaio 2009   | Spacewatch           |
| 449196 - | 2013 CN34                | 27 agosto 2006    | Spacewatch           |
| 449197 - | 2013 CV36                | 27 marzo 2009     | CSS                  |
| 449198 - | 2013 CV44                | 16 settembre 2003 | Spacewatch           |
| 449199 - | 2013 CE50                | 9 ottobre 2004    | Spacewatch           |
| 449200 - | 2013 CU51                | 31 dicembre 2008  | Spacewatch           |

## 449201-449300
| Nome     | Designazione provvisoria | Data di scoperta  | Scopritore           |
| -------- | ------------------------ | ----------------- | -------------------- |
| 449201 - | 2013 CG53                | 4 dicembre 2008   | LINEAR               |
| 449202 - | 2013 CR55                | 7 maggio 2010     | WISE                 |
| 449203 - | 2013 CX55                | 19 novembre 2008  | Mt. Lemmon Survey    |
| 449204 - | 2013 CS56                | 25 settembre 2006 | Mt. Lemmon Survey    |
| 449205 - | 2013 CT57                | 11 novembre 2007  | Mt. Lemmon Survey    |
| 449206 - | 2013 CQ58                | 26 settembre 2006 | Spacewatch           |
| 449207 - | 2013 CZ64                | 22 dicembre 2008  | Spacewatch           |
| 449208 - | 2013 CD69                | 12 aprile 2004    | Spacewatch           |
| 449209 - | 2013 CW69                | 3 marzo 2006      | Spacewatch           |
| 449210 - | 2013 CX70                | 19 febbraio 2009  | CSS                  |
| 449211 - | 2013 CB74                | 7 gennaio 2002    | Spacewatch           |
| 449212 - | 2013 CT74                | 20 ottobre 2007   | Mt. Lemmon Survey    |
| 449213 - | 2013 CB75                | 5 dicembre 2008   | Spacewatch           |
| 449214 - | 2013 CM76                | 15 giugno 2007    | Spacewatch           |
| 449215 - | 2013 CO81                | 28 giugno 1998    | Spacewatch           |
| 449216 - | 2013 CB83                | 24 novembre 2008  | Mt. Lemmon Survey    |
| 449217 - | 2013 CZ83                | 1º febbraio 2009  | Mt. Lemmon Survey    |
| 449218 - | 2013 CY86                | 14 novembre 2007  | Spacewatch           |
| 449219 - | 2013 CQ92                | 7 ottobre 2004    | Spacewatch           |
| 449220 - | 2013 CK97                | 8 gennaio 2013    | Mt. Lemmon Survey    |
| 449221 - | 2013 CS98                | 12 aprile 2004    | Spacewatch           |
| 449222 - | 2013 CO106               | 31 gennaio 2006   | Spacewatch           |
| 449223 - | 2013 CN107               | 17 gennaio 2013   | Mt. Lemmon Survey    |
| 449224 - | 2013 CR107               | 10 agosto 2010    | Spacewatch           |
| 449225 - | 2013 CE109               | 20 gennaio 2013   | Spacewatch           |
| 449226 - | 2013 CT109               | 3 maggio 2006     | Mt. Lemmon Survey    |
| 449227 - | 2013 CF117               | 9 novembre 2008   | Mt. Lemmon Survey    |
| 449228 - | 2013 CJ119               | 13 aprile 2002    | Spacewatch           |
| 449229 - | 2013 CX120               | 19 dicembre 2004  | Mt. Lemmon Survey    |
| 449230 - | 2013 CO130               | 11 novembre 2004  | Spacewatch           |
| 449231 - | 2013 CR130               | 15 ottobre 2007   | Mt. Lemmon Survey    |
| 449232 - | 2013 CN134               | 31 gennaio 2004   | CSS                  |
| 449233 - | 2013 CJ136               | 7 giugno 2010     | WISE                 |
| 449234 - | 2013 CS137               | 11 settembre 2007 | Mt. Lemmon Survey    |
| 449235 - | 2013 CR142               | 4 febbraio 2006   | Mt. Lemmon Survey    |
| 449236 - | 2013 CR160               | 19 settembre 2006 | Spacewatch           |
| 449237 - | 2013 CP163               | 14 marzo 2004     | Spacewatch           |
| 449238 - | 2013 CR164               | 21 maggio 2006    | Spacewatch           |
| 449239 - | 2013 CW166               | 5 febbraio 2013   | Spacewatch           |
| 449240 - | 2013 CL169               | 30 settembre 2006 | Mt. Lemmon Survey    |
| 449241 - | 2013 CB174               | 27 agosto 2006    | Spacewatch           |
| 449242 - | 2013 CR174               | 28 febbraio 2008  | Spacewatch           |
| 449243 - | 2013 CS175               | 2 aprile 2006     | Spacewatch           |
| 449244 - | 2013 CS177               | 4 maggio 2006     | Mt. Lemmon Survey    |
| 449245 - | 2013 CQ180               | 17 dicembre 2003  | Spacewatch           |
| 449246 - | 2013 CR183               | 19 marzo 2009     | Mt. Lemmon Survey    |
| 449247 - | 2013 CU183               | 10 marzo 2005     | Mt. Lemmon Survey    |
| 449248 - | 2013 CT187               | 2 febbraio 2009   | Spacewatch           |
| 449249 - | 2013 CO195               | 22 dicembre 2008  | Spacewatch           |
| 449250 - | 2013 CH202               | 27 maggio 2009    | Spacewatch           |
| 449251 - | 2013 CV212               | 20 febbraio 2009  | Mt. Lemmon Survey    |
| 449252 - | 2013 DP3                 | 9 ottobre 2004    | Spacewatch           |
| 449253 - | 2013 DP5                 | 19 febbraio 2009  | Spacewatch           |
| 449254 - | 2013 DE12                | 23 settembre 2006 | Spacewatch           |
| 449255 - | 2013 DF12                | 10 ottobre 1996   | Spacewatch           |
| 449256 - | 2013 DL15                | 23 maggio 2006    | Mt. Lemmon Survey    |
| 449257 - | 2013 DP15                | 11 aprile 2005    | Spacewatch           |
| 449258 - | 2013 DR16                | 17 dicembre 2003  | LINEAR               |
| 449259 - | 2013 EF                  | 10 settembre 2008 | Siding Spring Survey |
| 449260 - | 2013 EJ1                 | 29 agosto 2006    | Spacewatch           |
| 449261 - | 2013 ED2                 | 12 febbraio 2004  | Spacewatch           |
| 449262 - | 2013 EO10                | 25 marzo 2006     | Spacewatch           |
| 449263 - | 2013 EC12                | 15 marzo 2004     | Spacewatch           |
| 449264 - | 2013 EZ13                | 19 febbraio 2009  | Spacewatch           |
| 449265 - | 2013 EF15                | 31 marzo 2009     | Spacewatch           |
| 449266 - | 2013 ER17                | 15 dicembre 2004  | Spacewatch           |
| 449267 - | 2013 ED18                | 31 ottobre 2010   | Mt. Lemmon Survey    |
| 449268 - | 2013 EL24                | 9 ottobre 2007    | Spacewatch           |
| 449269 - | 2013 EV24                | 21 aprile 2006    | Spacewatch           |
| 449270 - | 2013 EC26                | 22 dicembre 2003  | Spacewatch           |
| 449271 - | 2013 EP30                | 28 giugno 2005    | Spacewatch           |
| 449272 - | 2013 EL31                | 25 settembre 1998 | LONEOS               |
| 449273 - | 2013 EA33                | 19 marzo 2005     | Siding Spring Survey |
| 449274 - | 2013 EM38                | 1º aprile 2008    | Mt. Lemmon Survey    |
| 449275 - | 2013 EM45                | 20 dicembre 2004  | Mt. Lemmon Survey    |
| 449276 - | 2013 EJ46                | 12 settembre 2007 | Mt. Lemmon Survey    |
| 449277 - | 2013 ET46                | 8 febbraio 1995   | Spacewatch           |
| 449278 - | 2013 EH48                | 14 febbraio 2009  | Mt. Lemmon Survey    |
| 449279 - | 2013 ED49                | 19 ottobre 2006   | Spacewatch           |
| 449280 - | 2013 EF59                | 17 marzo 2004     | Spacewatch           |
| 449281 - | 2013 EN62                | 2 novembre 2007   | Spacewatch           |
| 449282 - | 2013 EQ67                | 1º novembre 2010  | Spacewatch           |
| 449283 - | 2013 EO68                | 21 aprile 2004    | Spacewatch           |
| 449284 - | 2013 EH72                | 29 agosto 2006    | Spacewatch           |
| 449285 - | 2013 EM80                | 7 febbraio 2013   | Spacewatch           |
| 449286 - | 2013 EW80                | 3 novembre 2007   | Mt. Lemmon Survey    |
| 449287 - | 2013 EE83                | 19 marzo 2009     | Spacewatch           |
| 449288 - | 2013 EO85                | 24 aprile 2008    | Spacewatch           |
| 449289 - | 2013 ER85                | 30 marzo 2008     | Spacewatch           |
| 449290 - | 2013 EP86                | 29 dicembre 2003  | CSS                  |
| 449291 - | 2013 ER90                | 31 marzo 2009     | Spacewatch           |
| 449292 - | 2013 EU92                | 3 dicembre 2007   | Spacewatch           |
| 449293 - | 2013 EC94                | 14 febbraio 2013  | CSS                  |
| 449294 - | 2013 EK94                | 2 maggio 2003     | Spacewatch           |
| 449295 - | 2013 EQ98                | 8 febbraio 2008   | Spacewatch           |
| 449296 - | 2013 EU105               | 16 settembre 2006 | CSS                  |
| 449297 - | 2013 ET110               | 31 marzo 2009     | Mt. Lemmon Survey    |
| 449298 - | 2013 EX111               | 13 marzo 2013     | Spacewatch           |
| 449299 - | 2013 EY111               | 10 gennaio 2008   | Spacewatch           |
| 449300 - | 2013 EZ111               | 13 marzo 2013     | Spacewatch           |

## 449301-449400
| Nome     | Designazione provvisoria | Data di scoperta  | Scopritore        |
| -------- | ------------------------ | ----------------- | ----------------- |
| 449301 - | 2013 EC114               | 2 novembre 2011   | Spacewatch        |
| 449302 - | 2013 EF114               | 24 ottobre 2005   | Spacewatch        |
| 449303 - | 2013 EC115               | 5 aprile 2000     | LINEAR            |
| 449304 - | 2013 EL120               | 12 gennaio 2002   | Spacewatch        |
| 449305 - | 2013 EQ120               | 29 aprile 2008    | Mt. Lemmon Survey |
| 449306 - | 2013 EV123               | 13 maggio 2004    | Spacewatch        |
| 449307 - | 2013 EH127               | 28 aprile 2009    | CSS               |
| 449308 - | 2013 EL147               | 15 settembre 2006 | Spacewatch        |
| 449309 - | 2013 FZ                  | 25 maggio 2003    | LONEOS            |
| 449310 - | 2013 FJ2                 | 14 novembre 2007  | Mt. Lemmon Survey |
| 449311 - | 2013 FK5                 | 26 settembre 2011 | Spacewatch        |
| 449312 - | 2013 FT5                 | 11 gennaio 2008   | Spacewatch        |
| 449313 - | 2013 FA6                 | 20 aprile 2009    | Spacewatch        |
| 449314 - | 2013 FQ6                 | 10 gennaio 2007   | Mt. Lemmon Survey |
| 449315 - | 2013 FY6                 | 3 marzo 2005      | Spacewatch        |
| 449316 - | 2013 FB7                 | 13 aprile 2008    | Spacewatch        |
| 449317 - | 2013 FD7                 | 23 novembre 2011  | Spacewatch        |
| 449318 - | 2013 FP9                 | 9 ottobre 2010    | Mt. Lemmon Survey |
| 449319 - | 2013 FV9                 | 1º febbraio 2005  | Spacewatch        |
| 449320 - | 2013 FP10                | 12 marzo 2007     | Spacewatch        |
| 449321 - | 2013 FW11                | 15 gennaio 2005   | Spacewatch        |
| 449322 - | 2013 FD12                | 16 settembre 2006 | Spacewatch        |
| 449323 - | 2013 FJ12                | 4 ottobre 2005    | CSS               |
| 449324 - | 2013 FL14                | 18 aprile 2009    | Spacewatch        |
| 449325 - | 2013 FS14                | 10 ottobre 2010   | Mt. Lemmon Survey |
| 449326 - | 2013 FF15                | 20 gennaio 2009   | Mt. Lemmon Survey |
| 449327 - | 2013 FJ16                | 23 febbraio 2007  | CSS               |
| 449328 - | 2013 FF21                | 10 marzo 2008     | Spacewatch        |
| 449329 - | 2013 FG21                | 18 aprile 2009    | Spacewatch        |
| 449330 - | 2013 FQ21                | 30 marzo 2008     | Spacewatch        |
| 449331 - | 2013 FE22                | 30 marzo 2008     | Spacewatch        |
| 449332 - | 2013 FJ23                | 9 marzo 2005      | Mt. Lemmon Survey |
| 449333 - | 2013 FU24                | 12 marzo 2013     | Spacewatch        |
| 449334 - | 2013 FW24                | 25 febbraio 2007  | Mt. Lemmon Survey |
| 449335 - | 2013 FX25                | 5 marzo 2008      | Mt. Lemmon Survey |
| 449336 - | 2013 FG26                | 6 maggio 2005     | Spacewatch        |
| 449337 - | 2013 GC1                 | 8 agosto 2010     | WISE              |
| 449338 - | 2013 GZ3                 | 26 febbraio 2008  | Mt. Lemmon Survey |
| 449339 - | 2013 GP5                 | 30 settembre 2010 | Mt. Lemmon Survey |
| 449340 - | 2013 GP6                 | 6 aprile 2008     | Spacewatch        |
| 449341 - | 2013 GU6                 | 27 luglio 2010    | WISE              |
| 449342 - | 2013 GM10                | 31 gennaio 2008   | Mt. Lemmon Survey |
| 449343 - | 2013 GR12                | 6 maggio 2005     | Spacewatch        |
| 449344 - | 2013 GJ15                | 30 gennaio 2009   | Mt. Lemmon Survey |
| 449345 - | 2013 GZ16                | 11 marzo 2013     | Mt. Lemmon Survey |
| 449346 - | 2013 GT18                | 26 settembre 2006 | CSS               |
| 449347 - | 2013 GW18                | 5 maggio 2008     | Spacewatch        |
| 449348 - | 2013 GM20                | 11 aprile 2008    | Spacewatch        |
| 449349 - | 2013 GE21                | 1º giugno 2008    | Mt. Lemmon Survey |
| 449350 - | 2013 GX26                | 11 marzo 2008     | Mt. Lemmon Survey |
| 449351 - | 2013 GW34                | 26 settembre 2011 | Spacewatch        |
| 449352 - | 2013 GT40                | 21 marzo 2004     | Spacewatch        |
| 449353 - | 2013 GW41                | 26 marzo 2009     | Spacewatch        |
| 449354 - | 2013 GH42                | 16 febbraio 2013  | Mt. Lemmon Survey |
| 449355 - | 2013 GX45                | 13 marzo 2013     | Spacewatch        |
| 449356 - | 2013 GL52                | 10 aprile 2013    | Mt. Lemmon Survey |
| 449357 - | 2013 GY52                | 28 maggio 2008    | Mt. Lemmon Survey |
| 449358 - | 2013 GW55                | 27 novembre 2006  | Spacewatch        |
| 449359 - | 2013 GH56                | 7 febbraio 2008   | Spacewatch        |
| 449360 - | 2013 GL57                | 19 dicembre 2003  | Spacewatch        |
| 449361 - | 2013 GK58                | 28 agosto 2006    | Spacewatch        |
| 449362 - | 2013 GX72                | 18 novembre 2006  | Spacewatch        |
| 449363 - | 2013 GL74                | 16 maggio 2009    | Spacewatch        |
| 449364 - | 2013 GW74                | 19 agosto 2001    | LINEAR            |
| 449365 - | 2013 GG76                | 13 aprile 2008    | Mt. Lemmon Survey |
| 449366 - | 2013 GG77                | 28 dicembre 2003  | LINEAR            |
| 449367 - | 2013 GU85                | 10 febbraio 2008  | Spacewatch        |
| 449368 - | 2013 GF86                | 19 marzo 2007     | LONEOS            |
| 449369 - | 2013 GY87                | 13 maggio 2004    | Spacewatch        |
| 449370 - | 2013 GM90                | 27 agosto 2009    | Spacewatch        |
| 449371 - | 2013 GR90                | 17 febbraio 2001  | Spacewatch        |
| 449372 - | 2013 GA93                | 28 ottobre 2010   | Mt. Lemmon Survey |
| 449373 - | 2013 GN93                | 10 aprile 2005    | Mt. Lemmon Survey |
| 449374 - | 2013 GQ93                | 15 marzo 2013     | Spacewatch        |
| 449375 - | 2013 GG94                | 27 ottobre 2005   | Spacewatch        |
| 449376 - | 2013 GV95                | 13 marzo 2007     | Mt. Lemmon Survey |
| 449377 - | 2013 GM96                | 27 agosto 2009    | Spacewatch        |
| 449378 - | 2013 GP97                | 8 aprile 2013     | Mt. Lemmon Survey |
| 449379 - | 2013 GK98                | 16 marzo 2013     | Spacewatch        |
| 449380 - | 2013 GU98                | 7 ottobre 2004    | Spacewatch        |
| 449381 - | 2013 GD101               | 5 ottobre 2004    | Spacewatch        |
| 449382 - | 2013 GP102               | 10 febbraio 2008  | Spacewatch        |
| 449383 - | 2013 GA103               | 18 gennaio 2008   | Mt. Lemmon Survey |
| 449384 - | 2013 GJ105               | 10 ottobre 2005   | Spacewatch        |
| 449385 - | 2013 GQ105               | 28 febbraio 2008  | Spacewatch        |
| 449386 - | 2013 GE106               | 21 settembre 2001 | Spacewatch        |
| 449387 - | 2013 GG106               | 26 marzo 2009     | Spacewatch        |
| 449388 - | 2013 GT106               | 6 ottobre 2004    | Spacewatch        |
| 449389 - | 2013 GL107               | 29 ottobre 1999   | Spacewatch        |
| 449390 - | 2013 GV108               | 5 ottobre 2004    | Spacewatch        |
| 449391 - | 2013 GW109               | 12 marzo 2005     | Mt. Lemmon Survey |
| 449392 - | 2013 GO110               | 5 novembre 1999   | Spacewatch        |
| 449393 - | 2013 GF112               | 12 marzo 2007     | CSS               |
| 449394 - | 2013 GZ114               | 16 novembre 2011  | Spacewatch        |
| 449395 - | 2013 GT116               | 7 febbraio 2002   | Spacewatch        |
| 449396 - | 2013 GP123               | 19 settembre 2006 | Spacewatch        |
| 449397 - | 2013 GB124               | 12 luglio 2010    | WISE              |
| 449398 - | 2013 GH125               | 18 novembre 2011  | Mt. Lemmon Survey |
| 449399 - | 2013 GS127               | 6 gennaio 2006    | Spacewatch        |
| 449400 - | 2013 GL131               | 11 novembre 2010  | Mt. Lemmon Survey |

## 449401-449500
| Nome     | Designazione provvisoria | Data di scoperta  | Scopritore        |
| -------- | ------------------------ | ----------------- | ----------------- |
| 449401 - | 2013 GW132               | 5 agosto 2010     | WISE              |
| 449402 - | 2013 GH134               | 25 settembre 2006 | Spacewatch        |
| 449403 - | 2013 GF135               | 6 novembre 2010   | Mt. Lemmon Survey |
| 449404 - | 2013 HL1                 | 30 settembre 2011 | Mt. Lemmon Survey |
| 449405 - | 2013 HL3                 | 10 settembre 2004 | Spacewatch        |
| 449406 - | 2013 HP8                 | 28 maggio 2000    | LINEAR            |
| 449407 - | 2013 HQ8                 | 17 aprile 2009    | Mt. Lemmon Survey |
| 449408 - | 2013 HS8                 | 3 gennaio 2012    | Mt. Lemmon Survey |
| 449409 - | 2013 HP16                | 10 settembre 2007 | Mt. Lemmon Survey |
| 449410 - | 2013 HV17                | 20 settembre 2011 | Spacewatch        |
| 449411 - | 2013 HL21                | 13 aprile 2004    | Spacewatch        |
| 449412 - | 2013 HH25                | 5 marzo 2013      | Mt. Lemmon Survey |
| 449413 - | 2013 HZ25                | 29 dicembre 2011  | Mt. Lemmon Survey |
| 449414 - | 2013 HV28                | 2 dicembre 2010   | Mt. Lemmon Survey |
| 449415 - | 2013 HE32                | 12 agosto 2010    | Spacewatch        |
| 449416 - | 2013 HP32                | 28 dicembre 2003  | Spacewatch        |
| 449417 - | 2013 HG35                | 27 luglio 2009    | Spacewatch        |
| 449418 - | 2013 HM41                | 21 febbraio 2007  | Mt. Lemmon Survey |
| 449419 - | 2013 HZ43                | 5 dicembre 2010   | Mt. Lemmon Survey |
| 449420 - | 2013 HF45                | 22 luglio 2010    | WISE              |
| 449421 - | 2013 HZ48                | 14 settembre 2009 | CSS               |
| 449422 - | 2013 HK53                | 29 febbraio 2004  | Spacewatch        |
| 449423 - | 2013 HA59                | 25 ottobre 2005   | Spacewatch        |
| 449424 - | 2013 HB63                | 3 ottobre 1999    | Spacewatch        |
| 449425 - | 2013 HG68                | 14 maggio 2008    | Mt. Lemmon Survey |
| 449426 - | 2013 HM74                | 8 marzo 2008      | Spacewatch        |
| 449427 - | 2013 HW74                | 17 settembre 2009 | Mt. Lemmon Survey |
| 449428 - | 2013 HP83                | 19 gennaio 2012   | Spacewatch        |
| 449429 - | 2013 HZ96                | 13 settembre 2005 | Spacewatch        |
| 449430 - | 2013 HJ100               | 4 ottobre 2004    | Spacewatch        |
| 449431 - | 2013 HV103               | 28 ottobre 2010   | Mt. Lemmon Survey |
| 449432 - | 2013 HP108               | 9 febbraio 2007   | Spacewatch        |
| 449433 - | 2013 HL109               | 12 marzo 2007     | Spacewatch        |
| 449434 - | 2013 HX109               | 17 ottobre 2010   | Mt. Lemmon Survey |
| 449435 - | 2013 HB116               | 2 ottobre 2005    | Mt. Lemmon Survey |
| 449436 - | 2013 HN118               | 3 novembre 2010   | Mt. Lemmon Survey |
| 449437 - | 2013 HS122               | 24 dicembre 2005  | Spacewatch        |
| 449438 - | 2013 HZ122               | 31 ottobre 2010   | Mt. Lemmon Survey |
| 449439 - | 2013 HL134               | 18 agosto 2006    | Spacewatch        |
| 449440 - | 2013 HE139               | 14 novembre 2006  | Spacewatch        |
| 449441 - | 2013 HK140               | 29 settembre 2005 | Mt. Lemmon Survey |
| 449442 - | 2013 HU145               | 6 dicembre 2002   | LINEAR            |
| 449443 - | 2013 HG146               | 13 gennaio 2008   | Mt. Lemmon Survey |
| 449444 - | 2013 JH                  | 2 ottobre 2010    | Mt. Lemmon Survey |
| 449445 - | 2013 JM                  | 10 gennaio 2008   | Spacewatch        |
| 449446 - | 2013 JH21                | 21 febbraio 2007  | Mt. Lemmon Survey |
| 449447 - | 2013 JM21                | 8 gennaio 2010    | WISE              |
| 449448 - | 2013 JX22                | 7 ottobre 2004    | Spacewatch        |
| 449449 - | 2013 JY30                | 11 maggio 2013    | Mt. Lemmon Survey |
| 449450 - | 2013 JA32                | 25 aprile 2007    | Mt. Lemmon Survey |
| 449451 - | 2013 JW33                | 8 dicembre 2010   | Spacewatch        |
| 449452 - | 2013 JA37                | 24 ottobre 2005   | Spacewatch        |
| 449453 - | 2013 JJ40                | 31 gennaio 2006   | Spacewatch        |
| 449454 - | 2013 JM42                | 15 maggio 2009    | Mt. Lemmon Survey |
| 449455 - | 2013 JS49                | 11 novembre 2010  | Mt. Lemmon Survey |
| 449456 - | 2013 JE54                | 18 marzo 2013     | Mt. Lemmon Survey |
| 449457 - | 2013 KU8                 | 9 novembre 1999   | Spacewatch        |
| 449458 - | 2013 KC17                | 31 maggio 2013    | Spacewatch        |
| 449459 - | 2013 LB3                 | 10 novembre 2004  | Spacewatch        |
| 449460 - | 2013 LJ4                 | 14 maggio 2008    | Mt. Lemmon Survey |
| 449461 - | 2013 LX7                 | 15 settembre 2009 | Spacewatch        |
| 449462 - | 2013 LE8                 | 13 novembre 2010  | Mt. Lemmon Survey |
| 449463 - | 2013 LR11                | 9 febbraio 2010   | WISE              |
| 449464 - | 2013 LH24                | 4 novembre 2004   | Spacewatch        |
| 449465 - | 2013 LT33                | 24 novembre 2003  | Spacewatch        |
| 449466 - | 2013 ME2                 | 17 febbraio 2007  | Spacewatch        |
| 449467 - | 2014 BZ28                | 14 gennaio 2011   | Mt. Lemmon Survey |
| 449468 - | 2014 BN60                | 7 settembre 1999  | LINEAR            |
| 449469 - | 2014 CL14                | 23 marzo 2004     | LINEAR            |
| 449470 - | 2014 CP21                | 3 aprile 2010     | WISE              |
| 449471 - | 2014 DR25                | 11 aprile 2005    | Spacewatch        |
| 449472 - | 2014 DK36                | 22 settembre 2008 | Spacewatch        |
| 449473 - | 2014 DY50                | 1º novembre 2005  | Spacewatch        |
| 449474 - | 2014 DX74                | 7 ottobre 2004    | Spacewatch        |
| 449475 - | 2014 DZ79                | 29 ottobre 2005   | Spacewatch        |
| 449476 - | 2014 DN87                | 8 gennaio 2010    | Spacewatch        |
| 449477 - | 2014 DN90                | 21 febbraio 2007  | Spacewatch        |
| 449478 - | 2014 DW96                | 2 maggio 1997     | ODAS              |
| 449479 - | 2014 DV119               | 3 maggio 2003     | Spacewatch        |
| 449480 - | 2014 DG140               | 12 gennaio 2010   | CSS               |
| 449481 - | 2014 EZ3                 | 12 settembre 2007 | Mt. Lemmon Survey |
| 449482 - | 2014 EQ43                | 19 agosto 2006    | LONEOS            |
| 449483 - | 2014 EW48                | 27 aprile 2000    | LINEAR            |
| 449484 - | 2014 FP2                 | 12 marzo 2007     | Spacewatch        |
| 449485 - | 2014 FX3                 | 24 marzo 2006     | Mt. Lemmon Survey |
| 449486 - | 2014 FG7                 | 26 giugno 2004    | CSS               |
| 449487 - | 2014 FP11                | 16 marzo 2007     | Spacewatch        |
| 449488 - | 2014 FB33                | 17 aprile 2009    | CSS               |
| 449489 - | 2014 FP46                | 13 marzo 2010     | Mt. Lemmon Survey |
| 449490 - | 2014 FD47                | 2 aprile 2005     | Mt. Lemmon Survey |
| 449491 - | 2014 FL47                | 28 febbraio 2006  | Mt. Lemmon Survey |
| 449492 - | 2014 FN51                | 20 settembre 2011 | Spacewatch        |
| 449493 - | 2014 FT52                | 14 ottobre 2007   | LINEAR            |
| 449494 - | 2014 FZ53                | 19 maggio 2010    | CSS               |
| 449495 - | 2014 FK55                | 11 maggio 2002    | LINEAR            |
| 449496 - | 2014 FS57                | 11 febbraio 2008  | Spacewatch        |
| 449497 - | 2014 FT65                | 18 dicembre 2004  | Mt. Lemmon Survey |
| 449498 - | 2014 FF66                | 10 marzo 2007     | Mt. Lemmon Survey |
| 449499 - | 2014 GJ3                 | 31 marzo 2009     | Mt. Lemmon Survey |
| 449500 - | 2014 GD14                | 22 gennaio 2006   | Mt. Lemmon Survey |

## 449501-449600
| Nome     | Designazione provvisoria | Data di scoperta  | Scopritore           |
| -------- | ------------------------ | ----------------- | -------------------- |
| 449501 - | 2014 GO15                | 18 ottobre 2007   | Spacewatch           |
| 449502 - | 2014 GZ15                | 15 marzo 2010     | Mt. Lemmon Survey    |
| 449503 - | 2014 GW17                | 22 maggio 2011    | Mt. Lemmon Survey    |
| 449504 - | 2014 GQ26                | 26 ottobre 2008   | Spacewatch           |
| 449505 - | 2014 GP30                | 24 marzo 2003     | Spacewatch           |
| 449506 - | 2014 GC31                | 16 giugno 2005    | Mt. Lemmon Survey    |
| 449507 - | 2014 GW33                | 18 marzo 2010     | Mt. Lemmon Survey    |
| 449508 - | 2014 GY36                | 31 gennaio 2009   | Spacewatch           |
| 449509 - | 2014 GV38                | 21 ottobre 2003   | Spacewatch           |
| 449510 - | 2014 GW39                | 7 settembre 2004  | Spacewatch           |
| 449511 - | 2014 GA40                | 5 dicembre 2012   | Mt. Lemmon Survey    |
| 449512 - | 2014 GL44                | 12 marzo 2007     | CSS                  |
| 449513 - | 2014 GM45                | 24 ottobre 2011   | Mt. Lemmon Survey    |
| 449514 - | 2014 GS48                | 8 febbraio 2008   | Mt. Lemmon Survey    |
| 449515 - | 2014 GE49                | 19 marzo 2001     | LINEAR               |
| 449516 - | 2014 HF                  | 20 ottobre 2012   | Mt. Lemmon Survey    |
| 449517 - | 2014 HT2                 | 20 settembre 2007 | CSS                  |
| 449518 - | 2014 HB5                 | 2 giugno 2003     | Spacewatch           |
| 449519 - | 2014 HU9                 | 30 settembre 2006 | Mt. Lemmon Survey    |
| 449520 - | 2014 HA10                | 15 febbraio 2010  | Spacewatch           |
| 449521 - | 2014 HL11                | 5 maggio 2003     | Spacewatch           |
| 449522 - | 2014 HP13                | 10 ottobre 2007   | Spacewatch           |
| 449523 - | 2014 HX14                | 15 ottobre 2004   | Mt. Lemmon Survey    |
| 449524 - | 2014 HT18                | 10 aprile 2010    | Mt. Lemmon Survey    |
| 449525 - | 2014 HX20                | 21 febbraio 2007  | Mt. Lemmon Survey    |
| 449526 - | 2014 HL21                | 23 marzo 2014     | Spacewatch           |
| 449527 - | 2014 HK26                | 6 aprile 2014     | Mt. Lemmon Survey    |
| 449528 - | 2014 HW32                | 2 gennaio 2014    | Mt. Lemmon Survey    |
| 449529 - | 2014 HD36                | 30 aprile 2006    | Spacewatch           |
| 449530 - | 2014 HL38                | 18 novembre 2011  | Mt. Lemmon Survey    |
| 449531 - | 2014 HN39                | 18 novembre 2011  | Mt. Lemmon Survey    |
| 449532 - | 2014 HW40                | 30 novembre 2005  | Spacewatch           |
| 449533 - | 2014 HK42                | 27 gennaio 2006   | Spacewatch           |
| 449534 - | 2014 HY42                | 21 febbraio 2009  | Spacewatch           |
| 449535 - | 2014 HN56                | 23 settembre 2008 | Spacewatch           |
| 449536 - | 2014 HQ72                | 1º febbraio 2013  | Mt. Lemmon Survey    |
| 449537 - | 2014 HR91                | 22 ottobre 2011   | Mt. Lemmon Survey    |
| 449538 - | 2014 HL100               | 18 ottobre 2011   | Spacewatch           |
| 449539 - | 2014 HW109               | 24 agosto 2007    | Spacewatch           |
| 449540 - | 2014 HK114               | 4 aprile 2003     | Spacewatch           |
| 449541 - | 2014 HE123               | 8 marzo 2005      | Mt. Lemmon Survey    |
| 449542 - | 2014 HT124               | 29 agosto 2011    | Siding Spring Survey |
| 449543 - | 2014 HN128               | 24 settembre 2008 | Mt. Lemmon Survey    |
| 449544 - | 2014 HE146               | 29 luglio 2010    | WISE                 |
| 449545 - | 2014 HZ146               | 5 maggio 2006     | Spacewatch           |
| 449546 - | 2014 HN148               | 21 maggio 2004    | Spacewatch           |
| 449547 - | 2014 HY158               | 13 novembre 2012  | Spacewatch           |
| 449548 - | 2014 HU160               | 16 febbraio 2013  | Mt. Lemmon Survey    |
| 449549 - | 2014 HD163               | 27 settembre 2006 | CSS                  |
| 449550 - | 2014 HG164               | 26 marzo 2003     | Spacewatch           |
| 449551 - | 2014 HF167               | 23 gennaio 2006   | Mt. Lemmon Survey    |
| 449552 - | 2014 HT171               | 7 febbraio 2007   | Mt. Lemmon Survey    |
| 449553 - | 2014 HN172               | 13 settembre 2007 | Mt. Lemmon Survey    |
| 449554 - | 2014 HO175               | 26 ottobre 2005   | Spacewatch           |
| 449555 - | 2014 HE180               | 24 settembre 2008 | Mt. Lemmon Survey    |
| 449556 - | 2014 HB183               | 12 marzo 2010     | CSS                  |
| 449557 - | 2014 HX183               | 21 giugno 2010    | Spacewatch           |
| 449558 - | 2014 HY186               | 12 ottobre 2007   | Mt. Lemmon Survey    |
| 449559 - | 2014 HZ186               | 16 marzo 2007     | Mt. Lemmon Survey    |
| 449560 - | 2014 HN188               | 21 giugno 2007    | Mt. Lemmon Survey    |
| 449561 - | 2014 JJ                  | 10 gennaio 2007   | Spacewatch           |
| 449562 - | 2014 JK                  | 23 settembre 2011 | Mt. Lemmon Survey    |
| 449563 - | 2014 JM                  | 25 ottobre 2005   | Mt. Lemmon Survey    |
| 449564 - | 2014 JX                  | 2 novembre 2011   | Mt. Lemmon Survey    |
| 449565 - | 2014 JR1                 | 28 settembre 2003 | Spacewatch           |
| 449566 - | 2014 JC2                 | 16 marzo 2007     | Mt. Lemmon Survey    |
| 449567 - | 2014 JD4                 | 9 ottobre 2008    | Mt. Lemmon Survey    |
| 449568 - | 2014 JL6                 | 29 agosto 2006    | Spacewatch           |
| 449569 - | 2014 JG9                 | 15 aprile 2005    | Spacewatch           |
| 449570 - | 2014 JS9                 | 3 marzo 2006      | Spacewatch           |
| 449571 - | 2014 JT10                | 15 aprile 2008    | Mt. Lemmon Survey    |
| 449572 - | 2014 JK11                | 10 maggio 2007    | Mt. Lemmon Survey    |
| 449573 - | 2014 JZ15                | 13 marzo 2007     | Mt. Lemmon Survey    |
| 449574 - | 2014 JS17                | 22 febbraio 2014  | Mt. Lemmon Survey    |
| 449575 - | 2014 JM18                | 26 gennaio 2006   | Mt. Lemmon Survey    |
| 449576 - | 2014 JJ21                | 11 ottobre 2007   | Spacewatch           |
| 449577 - | 2014 JA22                | 1º novembre 2011  | Mt. Lemmon Survey    |
| 449578 - | 2014 JV22                | 3 marzo 2009      | Spacewatch           |
| 449579 - | 2014 JD24                | 11 marzo 2008     | Spacewatch           |
| 449580 - | 2014 JP27                | 1º febbraio 2013  | Mt. Lemmon Survey    |
| 449581 - | 2014 JB29                | 7 aprile 2008     | Mt. Lemmon Survey    |
| 449582 - | 2014 JO31                | 19 maggio 2004    | Spacewatch           |
| 449583 - | 2014 JQ31                | 16 marzo 2004     | Spacewatch           |
| 449584 - | 2014 JP33                | 4 settembre 2008  | Spacewatch           |
| 449585 - | 2014 JF34                | 19 ottobre 2011   | Mt. Lemmon Survey    |
| 449586 - | 2014 JV35                | 20 novembre 2001  | LINEAR               |
| 449587 - | 2014 JR37                | 22 gennaio 2006   | Mt. Lemmon Survey    |
| 449588 - | 2014 JD39                | 3 settembre 2008  | Spacewatch           |
| 449589 - | 2014 JA41                | 11 aprile 2003    | Spacewatch           |
| 449590 - | 2014 JJ42                | 11 maggio 2010    | Mt. Lemmon Survey    |
| 449591 - | 2014 JU42                | 11 ottobre 2007   | Spacewatch           |
| 449592 - | 2014 JZ42                | 10 novembre 2010  | Mt. Lemmon Survey    |
| 449593 - | 2014 JX43                | 14 febbraio 2013  | CSS                  |
| 449594 - | 2014 JK44                | 29 settembre 2008 | Spacewatch           |
| 449595 - | 2014 JB45                | 17 novembre 2009  | Spacewatch           |
| 449596 - | 2014 JP45                | 26 marzo 2006     | Mt. Lemmon Survey    |
| 449597 - | 2014 JK46                | 23 maggio 2003    | Spacewatch           |
| 449598 - | 2014 JN46                | 10 maggio 2007    | Mt. Lemmon Survey    |
| 449599 - | 2014 JH47                | 19 ottobre 2007   | Spacewatch           |
| 449600 - | 2014 JG48                | 1º gennaio 2008   | Spacewatch           |

## 449601-449700
| Nome     | Designazione provvisoria | Data di scoperta  | Scopritore           |
| -------- | ------------------------ | ----------------- | -------------------- |
| 449601 - | 2014 JM48                | 10 ottobre 2007   | Mt. Lemmon Survey    |
| 449602 - | 2014 JV51                | 6 ottobre 2008    | Spacewatch           |
| 449603 - | 2014 JC59                | 24 aprile 2004    | Spacewatch           |
| 449604 - | 2014 JK62                | 29 gennaio 2009   | Spacewatch           |
| 449605 - | 2014 JN62                | 12 settembre 1998 | Spacewatch           |
| 449606 - | 2014 JX63                | 5 aprile 2010     | Spacewatch           |
| 449607 - | 2014 JA69                | 29 gennaio 2009   | Spacewatch           |
| 449608 - | 2014 JK70                | 5 gennaio 2006    | Spacewatch           |
| 449609 - | 2014 JL70                | 7 aprile 2010     | Spacewatch           |
| 449610 - | 2014 JU70                | 5 aprile 2003     | Spacewatch           |
| 449611 - | 2014 JV70                | 19 novembre 2008  | Mt. Lemmon Survey    |
| 449612 - | 2014 JE71                | 21 novembre 2008  | Mt. Lemmon Survey    |
| 449613 - | 2014 JA73                | 9 ottobre 2005    | Spacewatch           |
| 449614 - | 2014 JB73                | 24 aprile 2001    | Spacewatch           |
| 449615 - | 2014 JO73                | 13 marzo 2010     | Spacewatch           |
| 449616 - | 2014 JP75                | 23 settembre 2011 | Mt. Lemmon Survey    |
| 449617 - | 2014 JJ76                | 28 settembre 2006 | Spacewatch           |
| 449618 - | 2014 JT78                | 22 ottobre 2011   | Mt. Lemmon Survey    |
| 449619 - | 2014 JC79                | 8 dicembre 2012   | Spacewatch           |
| 449620 - | 2014 JJ79                | 31 marzo 2008     | Mt. Lemmon Survey    |
| 449621 - | 2014 JN79                | 6 gennaio 2013    | Mt. Lemmon Survey    |
| 449622 - | 2014 KQ                  | 3 marzo 2009      | CSS                  |
| 449623 - | 2014 KS                  | 2 ottobre 2006    | Mt. Lemmon Survey    |
| 449624 - | 2014 KC3                 | 28 marzo 2014     | Mt. Lemmon Survey    |
| 449625 - | 2014 KP3                 | 14 luglio 2010    | WISE                 |
| 449626 - | 2014 KN5                 | 25 maggio 2007    | Mt. Lemmon Survey    |
| 449627 - | 2014 KQ6                 | 24 febbraio 2009  | Spacewatch           |
| 449628 - | 2014 KN12                | 21 ottobre 2011   | Mt. Lemmon Survey    |
| 449629 - | 2014 KU16                | 19 maggio 2010    | Mt. Lemmon Survey    |
| 449630 - | 2014 KC17                | 21 luglio 2010    | WISE                 |
| 449631 - | 2014 KL17                | 30 aprile 2008    | Mt. Lemmon Survey    |
| 449632 - | 2014 KR17                | 19 maggio 2010    | Mt. Lemmon Survey    |
| 449633 - | 2014 KE18                | 10 maggio 2005    | Spacewatch           |
| 449634 - | 2014 KS20                | 18 settembre 2006 | Spacewatch           |
| 449635 - | 2014 KW20                | 22 maggio 2014    | Mt. Lemmon Survey    |
| 449636 - | 2014 KZ23                | 13 giugno 1993    | Spacewatch           |
| 449637 - | 2014 KY24                | 10 novembre 2004  | Spacewatch           |
| 449638 - | 2014 KW26                | 15 luglio 2007    | Siding Spring Survey |
| 449639 - | 2014 KJ27                | 9 giugno 2010     | WISE                 |
| 449640 - | 2014 KM27                | 6 ottobre 2004    | Spacewatch           |
| 449641 - | 2014 KY28                | 9 settembre 2004  | LINEAR               |
| 449642 - | 2014 KE29                | 13 novembre 2010  | Mt. Lemmon Survey    |
| 449643 - | 2014 KF29                | 30 settembre 2011 | Spacewatch           |
| 449644 - | 2014 KK31                | 19 novembre 2007  | Spacewatch           |
| 449645 - | 2014 KX34                | 30 gennaio 2008   | Mt. Lemmon Survey    |
| 449646 - | 2014 KN41                | 3 dicembre 2008   | Mt. Lemmon Survey    |
| 449647 - | 2014 KK42                | 19 luglio 2010    | WISE                 |
| 449648 - | 2014 KC43                | 31 marzo 2008     | Mt. Lemmon Survey    |
| 449649 - | 2014 KX50                | 13 marzo 2007     | Spacewatch           |
| 449650 - | 2014 KT51                | 9 luglio 2005     | Spacewatch           |
| 449651 - | 2014 KV51                | 15 marzo 2008     | Mt. Lemmon Survey    |
| 449652 - | 2014 KK52                | 3 febbraio 2009   | Spacewatch           |
| 449653 - | 2014 KU55                | 19 ottobre 1998   | ODAS                 |
| 449654 - | 2014 KS57                | 3 dicembre 2008   | Mt. Lemmon Survey    |
| 449655 - | 2014 KP58                | 6 aprile 2005     | Mt. Lemmon Survey    |
| 449656 - | 2014 KG62                | 12 novembre 2005  | Spacewatch           |
| 449657 - | 2014 KS70                | 7 dicembre 2005   | Spacewatch           |
| 449658 - | 2014 KP71                | 18 novembre 2011  | Mt. Lemmon Survey    |
| 449659 - | 2014 KR73                | 26 aprile 2001    | Spacewatch           |
| 449660 - | 2014 KP74                | 22 maggio 2014    | Mt. Lemmon Survey    |
| 449661 - | 2014 KS77                | 10 agosto 2010    | Spacewatch           |
| 449662 - | 2014 KB79                | 29 settembre 2011 | Mt. Lemmon Survey    |
| 449663 - | 2014 KA80                | 20 aprile 2004    | Siding Spring Survey |
| 449664 - | 2014 KT80                | 3 dicembre 2008   | Mt. Lemmon Survey    |
| 449665 - | 2014 KW80                | 24 marzo 2003     | Spacewatch           |
| 449666 - | 2014 KH81                | 4 dicembre 2007   | Spacewatch           |
| 449667 - | 2014 KH83                | 8 maggio 2005     | Spacewatch           |
| 449668 - | 2014 KS83                | 11 marzo 2005     | LONEOS               |
| 449669 - | 2014 KS84                | 13 dicembre 2004  | Spacewatch           |
| 449670 - | 2014 KO85                | 19 gennaio 2009   | Mt. Lemmon Survey    |
| 449671 - | 2014 KR85                | 1º marzo 2005     | CSS                  |
| 449672 - | 2014 KW85                | 28 dicembre 2005  | Spacewatch           |
| 449673 - | 2014 KX85                | 15 gennaio 1996   | Spacewatch           |
| 449674 - | 2014 KV90                | 30 ottobre 2007   | Mt. Lemmon Survey    |
| 449675 - | 2014 KW92                | 29 ottobre 2010   | Mt. Lemmon Survey    |
| 449676 - | 2014 KW93                | 3 novembre 2005   | Mt. Lemmon Survey    |
| 449677 - | 2014 KX94                | 30 maggio 2014    | Mt. Lemmon Survey    |
| 449678 - | 2014 KQ97                | 18 novembre 2006  | Spacewatch           |
| 449679 - | 2014 KK100               | 12 ottobre 2007   | Mt. Lemmon Survey    |
| 449680 - | 2014 KC101               | 16 marzo 2007     | Spacewatch           |
| 449681 - | 2014 LC3                 | 1º gennaio 2003   | Spacewatch           |
| 449682 - | 2014 LF3                 | 12 novembre 2007  | Mt. Lemmon Survey    |
| 449683 - | 2014 LZ6                 | 7 giugno 2007     | Spacewatch           |
| 449684 - | 2014 LE7                 | 1º luglio 2011    | Mt. Lemmon Survey    |
| 449685 - | 2014 LP12                | 15 dicembre 2007  | Mt. Lemmon Survey    |
| 449686 - | 2014 LK14                | 6 febbraio 2010   | Mt. Lemmon Survey    |
| 449687 - | 2014 LK16                | 28 ottobre 2010   | Mt. Lemmon Survey    |
| 449688 - | 2014 LS18                | 27 febbraio 2006  | Spacewatch           |
| 449689 - | 2014 LA19                | 2 settembre 2008  | Spacewatch           |
| 449690 - | 2014 LD19                | 4 marzo 2006      | Spacewatch           |
| 449691 - | 2014 LK19                | 16 gennaio 2013   | Mt. Lemmon Survey    |
| 449692 - | 2014 LS20                | 22 ottobre 2006   | CSS                  |
| 449693 - | 2014 LE22                | 3 novembre 2004   | Spacewatch           |
| 449694 - | 2014 LJ22                | 13 settembre 2007 | Mt. Lemmon Survey    |
| 449695 - | 2014 LX22                | 6 settembre 2004  | LINEAR               |
| 449696 - | 2014 LD23                | 5 novembre 2005   | Spacewatch           |
| 449697 - | 2014 LU23                | 27 aprile 2001    | LINEAR               |
| 449698 - | 2014 LK24                | 15 settembre 2007 | Mt. Lemmon Survey    |
| 449699 - | 2014 MJ                  | 5 gennaio 2013    | Mt. Lemmon Survey    |
| 449700 - | 2014 MH1                 | 25 dicembre 2005  | Spacewatch           |

## 449701-449800
| Nome     | Designazione provvisoria | Data di scoperta  | Scopritore        |
| -------- | ------------------------ | ----------------- | ----------------- |
| 449701 - | 2014 MM1                 | 17 settembre 2010 | Mt. Lemmon Survey |
| 449702 - | 2014 MF2                 | 26 gennaio 2006   | Spacewatch        |
| 449703 - | 2014 MT6                 | 4 marzo 2005      | Spacewatch        |
| 449704 - | 2014 MC9                 | 26 maggio 2008    | Spacewatch        |
| 449705 - | 2014 MB11                | 15 ottobre 2007   | Mt. Lemmon Survey |
| 449706 - | 2014 MR14                | 10 aprile 2005    | Mt. Lemmon Survey |
| 449707 - | 2014 MQ24                | 2 marzo 2008      | Mt. Lemmon Survey |
| 449708 - | 2014 MT31                | 21 marzo 2012     | CSS               |
| 449709 - | 2014 MH35                | 29 luglio 2010    | WISE              |
| 449710 - | 2014 MS35                | 14 giugno 2010    | Mt. Lemmon Survey |
| 449711 - | 2014 MD36                | 2 gennaio 2006    | Mt. Lemmon Survey |
| 449712 - | 2014 MJ38                | 25 marzo 2007     | Mt. Lemmon Survey |
| 449713 - | 2014 MQ38                | 18 aprile 2013    | Mt. Lemmon Survey |
| 449714 - | 2014 MV43                | 16 dicembre 2007  | Spacewatch        |
| 449715 - | 2014 ME46                | 30 ottobre 2010   | Mt. Lemmon Survey |
| 449716 - | 2014 MS48                | 1º giugno 2003    | Spacewatch        |
| 449717 - | 2014 MG51                | 14 dicembre 2003  | Spacewatch        |
| 449718 - | 2014 MP54                | 22 ottobre 2009   | Mt. Lemmon Survey |
| 449719 - | 2014 MS65                | 3 maggio 2008     | Spacewatch        |
| 449720 - | 2014 ML66                | 20 settembre 2003 | Spacewatch        |
| 449721 - | 2014 NU                  | 13 luglio 2010    | WISE              |
| 449722 - | 2014 NY1                 | 2 marzo 2009      | Spacewatch        |
| 449723 - | 2014 NQ2                 | 30 novembre 2011  | CSS               |
| 449724 - | 2014 NO16                | 19 giugno 2010    | Spacewatch        |
| 449725 - | 2014 NX16                | 2 maggio 2003     | Spacewatch        |
| 449726 - | 2014 NP19                | 17 ottobre 1998   | Spacewatch        |
| 449727 - | 2014 NR19                | 2 ottobre 2006    | Mt. Lemmon Survey |
| 449728 - | 2014 NQ21                | 18 settembre 2009 | CSS               |
| 449729 - | 2014 NN23                | 19 giugno 2004    | Spacewatch        |
| 449730 - | 2014 NR25                | 8 aprile 2008     | Spacewatch        |
| 449731 - | 2014 NB30                | 1º gennaio 2008   | Spacewatch        |
| 449732 - | 2014 NC30                | 26 agosto 2009    | CSS               |
| 449733 - | 2014 NN30                | 31 gennaio 2006   | Mt. Lemmon Survey |
| 449734 - | 2014 NQ31                | 2 giugno 2014     | Mt. Lemmon Survey |
| 449735 - | 2014 NE33                | 28 maggio 2008    | Mt. Lemmon Survey |
| 449736 - | 2014 NF38                | 22 settembre 2004 | LONEOS            |
| 449737 - | 2014 NG39                | 15 settembre 2009 | Mt. Lemmon Survey |
| 449738 - | 2014 NC46                | 12 dicembre 1999  | Spacewatch        |
| 449739 - | 2014 NG48                | 19 settembre 2009 | Mt. Lemmon Survey |
| 449740 - | 2014 NR52                | 14 dicembre 2010  | Mt. Lemmon Survey |
| 449741 - | 2014 NM54                | 27 novembre 2010  | Mt. Lemmon Survey |
| 449742 - | 2014 NG58                | 27 settembre 2009 | Mt. Lemmon Survey |
| 449743 - | 2014 NM60                | 21 ottobre 2009   | CSS               |
| 449744 - | 2014 NL61                | 16 gennaio 2004   | Spacewatch        |
| 449745 - | 2014 OU4                 | 19 gennaio 2012   | Spacewatch        |
| 449746 - | 2014 OG6                 | 25 dicembre 2005  | Spacewatch        |
| 449747 - | 2014 OJ6                 | 30 gennaio 2012   | Spacewatch        |
| 449748 - | 2014 ON8                 | 28 febbraio 2008  | Spacewatch        |
| 449749 - | 2014 OF16                | 18 aprile 2009    | Spacewatch        |
| 449750 - | 2014 OO17                | 9 gennaio 2007    | Mt. Lemmon Survey |
| 449751 - | 2014 OK22                | 31 dicembre 2011  | Spacewatch        |
| 449752 - | 2014 OH32                | 16 agosto 2009    | Spacewatch        |
| 449753 - | 2014 OO32                | 14 aprile 2008    | Mt. Lemmon Survey |
| 449754 - | 2014 ON33                | 13 giugno 2005    | Spacewatch        |
| 449755 - | 2014 OV33                | 30 novembre 2005  | Spacewatch        |
| 449756 - | 2014 OP37                | 29 febbraio 2004  | Spacewatch        |
| 449757 - | 2014 OT38                | 5 settembre 2010  | Mt. Lemmon Survey |
| 449758 - | 2014 OD39                | 21 gennaio 2012   | Spacewatch        |
| 449759 - | 2014 OQ40                | 27 settembre 2006 | Mt. Lemmon Survey |
| 449760 - | 2014 OG49                | 27 dicembre 1999  | Spacewatch        |
| 449761 - | 2014 OD53                | 30 marzo 2008     | Spacewatch        |
| 449762 - | 2014 OT65                | 28 gennaio 1998   | Spacewatch        |
| 449763 - | 2014 OC67                | 27 gennaio 2007   | Mt. Lemmon Survey |
| 449764 - | 2014 OM67                | 7 novembre 2010   | Mt. Lemmon Survey |
| 449765 - | 2014 OO70                | 2 gennaio 2011    | CSS               |
| 449766 - | 2014 OG71                | 25 dicembre 2005  | Spacewatch        |
| 449767 - | 2014 OX79                | 12 giugno 2010    | WISE              |
| 449768 - | 2014 OJ80                | 8 dicembre 2005   | Mt. Lemmon Survey |
| 449769 - | 2014 OD85                | 8 maggio 2008     | Spacewatch        |
| 449770 - | 2014 OE88                | 11 aprile 2013    | Mt. Lemmon Survey |
| 449771 - | 2014 OC91                | 16 settembre 2003 | Spacewatch        |
| 449772 - | 2014 OV92                | 29 ottobre 2005   | Mt. Lemmon Survey |
| 449773 - | 2014 OP105               | 31 gennaio 2006   | Spacewatch        |
| 449774 - | 2014 OA107               | 12 settembre 2004 | Spacewatch        |
| 449775 - | 2014 OK107               | 5 dicembre 2010   | Mt. Lemmon Survey |
| 449776 - | 2014 OL113               | 14 aprile 2008    | Mt. Lemmon Survey |
| 449777 - | 2014 OW122               | 30 settembre 2006 | Mt. Lemmon Survey |
| 449778 - | 2014 OX122               | 15 ottobre 2007   | CSS               |
| 449779 - | 2014 OT134               | 19 gennaio 2012   | Spacewatch        |
| 449780 - | 2014 OM136               | 29 dicembre 2005  | LINEAR            |
| 449781 - | 2014 OG155               | 6 marzo 2008      | Mt. Lemmon Survey |
| 449782 - | 2014 OU155               | 12 aprile 2004    | Spacewatch        |
| 449783 - | 2014 OQ158               | 29 settembre 2010 | Mt. Lemmon Survey |
| 449784 - | 2014 OG159               | 1º dicembre 2005  | Spacewatch        |
| 449785 - | 2014 OK161               | 15 novembre 2006  | Spacewatch        |
| 449786 - | 2014 OT162               | 2 dicembre 2005   | Mt. Lemmon Survey |
| 449787 - | 2014 OL176               | 6 novembre 2010   | Mt. Lemmon Survey |
| 449788 - | 2014 OU181               | 8 ottobre 2010    | Spacewatch        |
| 449789 - | 2014 OZ205               | 25 dicembre 2005  | Spacewatch        |
| 449790 - | 2014 OB209               | 4 dicembre 2005   | Spacewatch        |
| 449791 - | 2014 OQ216               | 1º aprile 1995    | Spacewatch        |
| 449792 - | 2014 OK222               | 12 novembre 2010  | Spacewatch        |
| 449793 - | 2014 OR224               | 28 ottobre 2010   | Mt. Lemmon Survey |
| 449794 - | 2014 OG233               | 1º maggio 2013    | Mt. Lemmon Survey |
| 449795 - | 2014 ON235               | 17 settembre 2006 | CSS               |
| 449796 - | 2014 OQ236               | 4 ottobre 2004    | Spacewatch        |
| 449797 - | 2014 OH254               | 6 ottobre 2005    | Mt. Lemmon Survey |
| 449798 - | 2014 OY258               | 1º febbraio 2012  | Mt. Lemmon Survey |
| 449799 - | 2014 OL259               | 25 dicembre 2005  | Spacewatch        |
| 449800 - | 2014 OJ272               | 16 ottobre 2006   | CSS               |

## 449801-449900
| Nome     | Designazione provvisoria | Data di scoperta  | Scopritore           |
| -------- | ------------------------ | ----------------- | -------------------- |
| 449801 - | 2014 OC285               | 5 dicembre 2010   | Spacewatch           |
| 449802 - | 2014 OH301               | 10 dicembre 2010  | Mt. Lemmon Survey    |
| 449803 - | 2014 OA305               | 14 aprile 2008    | Mt. Lemmon Survey    |
| 449804 - | 2014 OO306               | 30 gennaio 2006   | Spacewatch           |
| 449805 - | 2014 OE310               | 15 settembre 2004 | Spacewatch           |
| 449806 - | 2014 OX310               | 26 gennaio 2012   | Mt. Lemmon Survey    |
| 449807 - | 2014 OH324               | 7 settembre 2004  | Spacewatch           |
| 449808 - | 2014 OJ327               | 7 febbraio 2008   | Spacewatch           |
| 449809 - | 2014 OJ331               | 22 ottobre 1995   | Spacewatch           |
| 449810 - | 2014 OO337               | 26 aprile 2008    | Mt. Lemmon Survey    |
| 449811 - | 2014 OH344               | 4 gennaio 2012    | Mt. Lemmon Survey    |
| 449812 - | 2014 OL346               | 27 novembre 2010  | Mt. Lemmon Survey    |
| 449813 - | 2014 OW348               | 13 ottobre 2001   | Spacewatch           |
| 449814 - | 2014 OO353               | 18 agosto 2009    | Spacewatch           |
| 449815 - | 2014 OF357               | 1º febbraio 2006  | Mt. Lemmon Survey    |
| 449816 - | 2014 OT362               | 30 dicembre 2000  | Spacewatch           |
| 449817 - | 2014 OS372               | 10 ottobre 2010   | Spacewatch           |
| 449818 - | 2014 OL379               | 1º gennaio 2009   | Spacewatch           |
| 449819 - | 2014 OJ384               | 27 dicembre 2005  | Spacewatch           |
| 449820 - | 2014 PG                  | 22 ottobre 2011   | Mt. Lemmon Survey    |
| 449821 - | 2014 PX1                 | 13 gennaio 2008   | Mt. Lemmon Survey    |
| 449822 - | 2014 PG7                 | 4 dicembre 2005   | Spacewatch           |
| 449823 - | 2014 PK14                | 25 ottobre 2005   | Mt. Lemmon Survey    |
| 449824 - | 2014 PZ18                | 23 gennaio 2006   | Spacewatch           |
| 449825 - | 2014 PA36                | 28 maggio 2008    | Mt. Lemmon Survey    |
| 449826 - | 2014 PT44                | 31 marzo 2013     | Mt. Lemmon Survey    |
| 449827 - | 2014 PD53                | 1º ottobre 2003   | Spacewatch           |
| 449828 - | 2014 PZ56                | 15 gennaio 2010   | WISE                 |
| 449829 - | 2014 QR1                 | 26 marzo 2007     | Mt. Lemmon Survey    |
| 449830 - | 2014 QY34                | 28 febbraio 2008  | Spacewatch           |
| 449831 - | 2014 QN36                | 26 novembre 2005  | Mt. Lemmon Survey    |
| 449832 - | 2014 QH97                | 16 settembre 2009 | Mt. Lemmon Survey    |
| 449833 - | 2014 QS101               | 22 ottobre 2005   | Spacewatch           |
| 449834 - | 2014 QR241               | 21 gennaio 2006   | Mt. Lemmon Survey    |
| 449835 - | 2014 QL271               | 14 aprile 2004    | Spacewatch           |
| 449836 - | 2014 QS277               | 25 novembre 2005  | Spacewatch           |
| 449837 - | 2014 QG310               | 3 maggio 1997     | Spacewatch           |
| 449838 - | 2014 QR337               | 14 marzo 2012     | Mt. Lemmon Survey    |
| 449839 - | 2014 QC341               | 27 settembre 2003 | Spacewatch           |
| 449840 - | 2014 QP341               | 27 gennaio 2007   | Mt. Lemmon Survey    |
| 449841 - | 2014 QR378               | 5 marzo 2006      | Spacewatch           |
| 449842 - | 2014 QS405               | 21 marzo 2001     | Spacewatch           |
| 449843 - | 2014 QK418               | 1º febbraio 2010  | WISE                 |
| 449844 - | 2014 QZ421               | 13 marzo 2007     | Spacewatch           |
| 449845 - | 2014 SJ86                | 7 maggio 2007     | Spacewatch           |
| 449846 - | 2014 SX126               | 25 febbraio 2006  | Spacewatch           |
| 449847 - | 2014 SW198               | 7 settembre 2008  | Mt. Lemmon Survey    |
| 449848 - | 2014 SL227               | 24 settembre 2009 | CSS                  |
| 449849 - | 2014 SF289               | 9 luglio 2005     | Spacewatch           |
| 449850 - | 2014 UB213               | 30 gennaio 2010   | WISE                 |
| 449851 - | 2014 UU213               | 17 settembre 2004 | LONEOS               |
| 449852 - | 2015 KV36                | 21 maggio 2006    | Spacewatch           |
| 449853 - | 2015 KF37                | 11 ottobre 2007   | Mt. Lemmon Survey    |
| 449854 - | 2015 LV28                | 30 dicembre 2000  | Spacewatch           |
| 449855 - | 2015 LP32                | 15 gennaio 2009   | Spacewatch           |
| 449856 - | 2015 LO33                | 6 settembre 2008  | CSS                  |
| 449857 - | 2015 MS6                 | 25 agosto 2004    | Spacewatch           |
| 449858 - | 2015 MM8                 | 8 giugno 2008     | Spacewatch           |
| 449859 - | 2015 ME9                 | 6 marzo 2014      | CSS                  |
| 449860 - | 2015 ML45                | 17 ottobre 2007   | CSS                  |
| 449861 - | 2015 MM45                | 20 novembre 2001  | LINEAR               |
| 449862 - | 2015 ML47                | 14 dicembre 2007  | Mt. Lemmon Survey    |
| 449863 - | 2015 ME49                | 10 settembre 2007 | Spacewatch           |
| 449864 - | 2015 MT50                | 2 febbraio 2013   | Mt. Lemmon Survey    |
| 449865 - | 2015 MO52                | 10 gennaio 2007   | Mt. Lemmon Survey    |
| 449866 - | 2015 MQ57                | 4 dicembre 2007   | Spacewatch           |
| 449867 - | 2015 MS57                | 19 giugno 1998    | Spacewatch           |
| 449868 - | 2015 MN58                | 11 settembre 2007 | Spacewatch           |
| 449869 - | 2015 MR58                | 11 settembre 2004 | LINEAR               |
| 449870 - | 2015 MS58                | 3 agosto 2004     | Siding Spring Survey |
| 449871 - | 2015 MY58                | 13 dicembre 2006  | Mt. Lemmon Survey    |
| 449872 - | 2015 MZ58                | 25 aprile 2006    | Spacewatch           |
| 449873 - | 2015 MG66                | 26 giugno 2011    | Mt. Lemmon Survey    |
| 449874 - | 2015 MK66                | 15 giugno 2010    | Mt. Lemmon Survey    |
| 449875 - | 2015 ML66                | 19 aprile 2006    | Spacewatch           |
| 449876 - | 2015 MP67                | 22 febbraio 2007  | Spacewatch           |
| 449877 - | 2015 MQ67                | 27 aprile 2011    | CSS                  |
| 449878 - | 2015 MA73                | 9 febbraio 2010   | Mt. Lemmon Survey    |
| 449879 - | 2015 MT80                | 26 ottobre 2009   | Mt. Lemmon Survey    |
| 449880 - | 2015 MH81                | 4 maggio 2009     | Mt. Lemmon Survey    |
| 449881 - | 2015 MG82                | 5 settembre 2008  | Spacewatch           |
| 449882 - | 2015 MC84                | 28 giugno 2005    | Spacewatch           |
| 449883 - | 2015 MW84                | 18 settembre 2010 | Mt. Lemmon Survey    |
| 449884 - | 2015 MC85                | 31 agosto 2005    | Spacewatch           |
| 449885 - | 2015 MY88                | 2 settembre 2008  | Spacewatch           |
| 449886 - | 2015 MC90                | 16 ottobre 2003   | Spacewatch           |
| 449887 - | 2015 MH90                | 24 settembre 2011 | Mt. Lemmon Survey    |
| 449888 - | 2015 MW90                | 29 aprile 2006    | Spacewatch           |
| 449889 - | 2015 MX97                | 21 agosto 2006    | Spacewatch           |
| 449890 - | 2015 MT98                | 22 novembre 2005  | Spacewatch           |
| 449891 - | 2015 MM103               | 8 aprile 2008     | Mt. Lemmon Survey    |
| 449892 - | 2015 MQ103               | 14 marzo 2007     | Mt. Lemmon Survey    |
| 449893 - | 2015 MR103               | 6 maggio 2011     | Mt. Lemmon Survey    |
| 449894 - | 2015 MU103               | 20 gennaio 2013   | Spacewatch           |
| 449895 - | 2015 ML106               | 13 marzo 2007     | Mt. Lemmon Survey    |
| 449896 - | 2015 MO106               | 7 settembre 2004  | Spacewatch           |
| 449897 - | 2015 MC109               | 15 dicembre 2007  | Spacewatch           |
| 449898 - | 2015 MP109               | 15 gennaio 2008   | Mt. Lemmon Survey    |
| 449899 - | 2015 MN110               | 12 febbraio 2004  | Spacewatch           |
| 449900 - | 2015 MQ111               | 9 aprile 2006     | Spacewatch           |

## 449901-450000
| Nome          | Designazione provvisoria | Data di scoperta  | Scopritore                           |
| ------------- | ------------------------ | ----------------- | ------------------------------------ |
| 449901 -      | 2015 MX112               | 14 settembre 2007 | Mt. Lemmon Survey                    |
| 449902 -      | 2015 MZ112               | 19 novembre 2008  | Spacewatch                           |
| 449903 -      | 2015 MH113               | 16 maggio 2010    | Mt. Lemmon Survey                    |
| 449904 -      | 2015 MN115               | 1º settembre 2005 | Spacewatch                           |
| 449905 -      | 2015 MT117               | 17 febbraio 2007  | Spacewatch                           |
| 449906 -      | 2015 MY125               | 28 ottobre 2005   | Mt. Lemmon Survey                    |
| 449907 -      | 2015 MK127               | 23 settembre 2011 | Spacewatch                           |
| 449908 -      | 2015 MQ127               | 1º novembre 2005  | CSS                                  |
| 449909 -      | 2015 MF128               | 7 ottobre 2004    | LINEAR                               |
| 449910 -      | 2015 MZ128               | 16 dicembre 2003  | Spacewatch                           |
| 449911 -      | 2015 NB3                 | 12 ottobre 2004   | LINEAR                               |
| 449912 -      | 2015 NB4                 | 26 marzo 2011     | Mt. Lemmon Survey                    |
| 449913 -      | 2015 NO4                 | 24 giugno 1995    | Spacewatch                           |
| 449914 -      | 2015 NS8                 | 28 dicembre 2005  | Spacewatch                           |
| 449915 -      | 2015 NP9                 | 30 agosto 2005    | Spacewatch                           |
| 449916 -      | 2015 NQ15                | 2 febbraio 2006   | Spacewatch                           |
| 449917 -      | 2015 NH17                | 19 gennaio 2008   | Spacewatch                           |
| 449918 -      | 2015 NB24                | 13 settembre 2007 | Mt. Lemmon Survey                    |
| 449919 -      | 2015 NR24                | 23 maggio 2011    | Spacewatch                           |
| 449920 -      | 2015 NT24                | 2 novembre 2008   | Spacewatch                           |
| 449921 -      | 2015 OD2                 | 5 marzo 2006      | Spacewatch                           |
| 449922 Bailey | 2015 OM9                 | 9 giugno 2010     | WISE                                 |
| 449923 -      | 2015 OH13                | 22 ottobre 2005   | Spacewatch                           |
| 449924 -      | 2015 OJ13                | 29 dicembre 2003  | Spacewatch                           |
| 449925 -      | 2015 OY14                | 17 novembre 2006  | Mt. Lemmon Survey                    |
| 449926 -      | 2015 OL15                | 27 novembre 2011  | Mt. Lemmon Survey                    |
| 449927 -      | 2015 OX18                | 21 febbraio 2007  | Mt. Lemmon Survey                    |
| 449928 -      | 2015 OJ23                | 3 ottobre 2005    | CSS                                  |
| 449929 -      | 2015 OT23                | 24 maggio 2000    | Spacewatch                           |
| 449930 -      | 2015 OB24                | 8 novembre 2008   | Mt. Lemmon Survey                    |
| 449931 -      | 2015 OK24                | 13 settembre 1994 | Spacewatch                           |
| 449932 -      | 2015 OM24                | 2 aprile 2005     | Mt. Lemmon Survey                    |
| 449933 -      | 2015 OU24                | 27 gennaio 2007   | Mt. Lemmon Survey                    |
| 449934 -      | 2015 OX25                | 11 dicembre 2004  | Spacewatch                           |
| 449935 -      | 2015 ON33                | 25 ottobre 2005   | Mt. Lemmon Survey                    |
| 449936 -      | 2015 OW35                | 30 marzo 2011     | Mt. Lemmon Survey                    |
| 449937 -      | 2015 OJ36                | 30 aprile 2006    | Spacewatch                           |
| 449938 -      | 2015 OB41                | 11 marzo 2002     | Spacewatch                           |
| 449939 -      | 2015 OB43                | 29 agosto 2006    | CSS                                  |
| 449940 -      | 2015 OK44                | 16 ottobre 2007   | Mt. Lemmon Survey                    |
| 449941 -      | 2015 OX44                | 30 gennaio 2008   | Mt. Lemmon Survey                    |
| 449942 -      | 2015 OE45                | 17 dicembre 2003  | Spacewatch                           |
| 449943 -      | 2015 OF45                | 29 marzo 2009     | Spacewatch                           |
| 449944 -      | 2015 OT45                | 7 aprile 2006     | Spacewatch                           |
| 449945 -      | 2015 OD46                | 18 dicembre 2007  | Mt. Lemmon Survey                    |
| 449946 -      | 2015 OY52                | 13 ottobre 2007   | Spacewatch                           |
| 449947 -      | 2015 OC67                | 7 settembre 2000  | Spacewatch                           |
| 449948 -      | 2015 OJ68                | 19 agosto 2003    | CINEOS                               |
| 449949 -      | 2015 OT73                | 3 luglio 2011     | Mt. Lemmon Survey                    |
| 449950 -      | 2015 OB75                | 28 gennaio 2007   | Mt. Lemmon Survey                    |
| 449951 -      | 2015 OW75                | 29 gennaio 1995   | Spacewatch                           |
| 449952 -      | 2015 OL76                | 4 novembre 2010   | Mt. Lemmon Survey                    |
| 449953 -      | 2015 OS76                | 19 novembre 2008  | Spacewatch                           |
| 449954 -      | 2015 OW76                | 7 dicembre 2005   | Spacewatch                           |
| 449955 -      | 2015 OX76                | 11 settembre 2007 | Mt. Lemmon Survey                    |
| 449956 -      | 2015 OA78                | 29 settembre 1997 | Beijing Schmidt CCD Asteroid Program |
| 449957 -      | 2015 PD1                 | 3 marzo 2005      | CSS                                  |
| 449958 -      | 2015 PG2                 | 19 agosto 2006    | Spacewatch                           |
| 449959 -      | 2015 PS2                 | 15 ottobre 2007   | CSS                                  |
| 449960 -      | 2015 PU2                 | 23 agosto 2008    | Spacewatch                           |
| 449961 -      | 2015 PX2                 | 3 luglio 2011     | Mt. Lemmon Survey                    |
| 449962 -      | 2015 PF3                 | 13 ottobre 2010   | Mt. Lemmon Survey                    |
| 449963 -      | 2015 PT3                 | 22 febbraio 2006  | Spacewatch                           |
| 449964 -      | 2015 PW4                 | 5 giugno 2011     | Mt. Lemmon Survey                    |
| 449965 -      | 2015 PZ4                 | 12 agosto 2010    | Spacewatch                           |
| 449966 -      | 2015 PW7                 | 21 marzo 2002     | Spacewatch                           |
| 449967 -      | 2015 PA8                 | 13 aprile 2010    | WISE                                 |
| 449968 -      | 2015 PU12                | 30 novembre 2005  | Mt. Lemmon Survey                    |
| 449969 -      | 2015 PN30                | 20 settembre 2001 | Spacewatch                           |
| 449970 -      | 2015 PV30                | 6 agosto 2010     | WISE                                 |
| 449971 -      | 2015 PV35                | 28 agosto 2005    | Spacewatch                           |
| 449972 -      | 2015 PX35                | 29 settembre 2005 | Spacewatch                           |
| 449973 -      | 2015 PM37                | 9 febbraio 2005   | Spacewatch                           |
| 449974 -      | 2015 PW37                | 19 agosto 2006    | Spacewatch                           |
| 449975 -      | 2015 PY37                | 30 luglio 2008    | Spacewatch                           |
| 449976 -      | 2015 PG39                | 29 agosto 2005    | LONEOS                               |
| 449977 -      | 2015 PU44                | 9 ottobre 2005    | Spacewatch                           |
| 449978 -      | 2015 PA47                | 14 aprile 2005    | Spacewatch                           |
| 449979 -      | 2015 PX47                | 29 marzo 2008     | Mt. Lemmon Survey                    |
| 449980 -      | 2015 PB48                | 2 ottobre 2003    | Spacewatch                           |
| 449981 -      | 2015 PQ75                | 14 giugno 2010    | WISE                                 |
| 449982 -      | 2015 PH77                | 6 febbraio 2007   | Mt. Lemmon Survey                    |
| 449983 -      | 2015 PJ97                | 18 novembre 2008  | Spacewatch                           |
| 449984 -      | 2015 PN116               | 24 agosto 1998    | ODAS                                 |
| 449985 -      | 2015 PS122               | 21 luglio 2006    | Mt. Lemmon Survey                    |
| 449986 -      | 2015 PX127               | 27 gennaio 2007   | Mt. Lemmon Survey                    |
| 449987 -      | 2015 PE132               | 7 dicembre 2005   | CSS                                  |
| 449988 -      | 2015 PK132               | 29 marzo 2011     | Mt. Lemmon Survey                    |
| 449989 -      | 2015 PU143               | 13 aprile 2010    | CSS                                  |
| 449990 -      | 2015 PS153               | 19 ottobre 2011   | Spacewatch                           |
| 449991 -      | 2015 PB165               | 3 ottobre 2003    | Spacewatch                           |
| 449992 -      | 2015 PF171               | 12 settembre 2001 | LINEAR                               |
| 449993 -      | 2015 PV202               | 27 novembre 2006  | Mt. Lemmon Survey                    |
| 449994 -      | 2015 PG221               | 16 settembre 2010 | Mt. Lemmon Survey                    |
| 449995 -      | 2015 PR229               | 4 dicembre 2005   | Spacewatch                           |
| 449996 -      | 2015 PB230               | 25 giugno 2011    | Mt. Lemmon Survey                    |
| 449997 -      | 2015 PD230               | 8 ottobre 2007    | CSS                                  |
| 449998 -      | 2015 PD237               | 4 aprile 2008     | Mt. Lemmon Survey                    |
| 449999 -      | 2015 PN257               | 27 gennaio 2007   | Mt. Lemmon Survey                    |
| 450000 -      | 2015 PB278               | 24 ottobre 2005   | Spacewatch                           |